# Klassifizierer
Als Klassifizierer bezeichnet man speziell ausgebildete Fleischer, welche die Einreihung von Schlachtkörpern nach der Schlachtung in Handelsklassen vornehmen. In Deutschland erfolgt der Qualifikationsnachweis durch eine Fachprüfung.